# 公子展
公子展（？—？），春秋时期鲁国的公子，父亲鲁孝公。
根据杜预的《春秋左传注》、郑樵的《通志》，公子展是公孫夷伯的父亲，无骇的祖父，展禽、展喜的祖先，展氏的始祖。一些学者认为公子展就是无骇，即公子无骇，字子展。这样才符合以字为展氏的记载。